# エクセルシャノン
株式会社エクセルシャノン（英: EXCEL SHANON Corporation）はパナソニックホールディングスの連結子会社で、主に塩化ビニル樹脂製サッシの製造販売を行う。日本における樹脂サッシのパイオニア企業である。
2023年（令和5年）7月3日付で、トクヤマが保有する株式のうち、17%がパナソニックホールディングスへ譲渡され、エクセルシャノンはパナソニックホールディングスの連結子会社、並びにトクヤマの持分法適用会社となった。

## 主な製品
- 樹脂サッシ「シャノンウインド」シリーズ

## 沿革
- 1976年（昭和51年）- サンアロー化学[注釈 1]により、日本初の樹脂サッシ「シャノン」の製造販売が開始される。
- 1980年（昭和55年）- 日本初の樹脂サッシ組立工場を北海道夕張郡栗山町に建設。
- 1985年（昭和60年）- 北海道地区販売会社として。北海道シャノン株式会社を設立。
- 1991年（平成3年）- 東北地区販売会社としてシャノン販売東北株式会社、本州地区組立工場として東北シャノン株式会社をそれぞれ設立。
- 1994年（平成6年） - 関東甲信越地区販売会社として、シャノン販売東日本株式会社を設立。
- 1995年（平成7年） - 樹脂サッシ形材押出工場として、シャノン化成株式会社を設立。
- 2000年（平成12年）- トクヤマのシャノン建材事業部を分社化し、製造販売会社5社が合併する形で、株式会社シャノンを設立。
- 2004年（平成16年）- 佐賀県唐津市に西日本地区の製造拠点を建設。
- 2008年（平成20年）
  - トリプルガラスの樹脂サッシ｢トリプルシャノン｣を発売。
  - 株式会社カネカ、及びその100%出資子会社の樹脂サッシ事業を吸収分割により承継し、株式会社エクセルシャノンが発足。
- 2014年（平成26年）- ｢シャノンウインドII｣、｢トリプルシャノンII｣、｢樹脂製防火窓｣、｢ビル用樹脂サッシRI｣を発売。
- 2015年（平成27年）- ｢シャノンウインドIIs｣、｢トリプルシャノンIIs｣を発売。
- 2016年（平成28年）- シャノンウインド製造販売40周年、｢シャノンウインドUFシリーズ｣を発売。
- 2020年（令和2年）- パナソニック（後のパナソニックホールディングス）に対して第三者割当増資を実施[3][4]。
- 2023年（令和5年）- トクヤマが保有する株式の一部譲渡に伴い、パナソニックホールディングスの連結子会社となる[3][4]。